# Neu Wulmstorf
Neu Wulmstorf (nome a 1964 "Wulmstorf") é um município da Alemanha localizado no distrito de Harburg, estado de Baixa Saxônia.
O município de Neu Wulmstorf consiste em:
- Neu Wulmstorf consistindo de
  - New Wulmstorf
  -  Wulmstorf
  - Daerstorf
- Elstorf, que consiste em
  - Elstorf
  - Ardestorf
  - Elstorf-Bachheide
- Rade, que consiste em
  - Rade
  - Mienenbuttel
  - Ohlenbüttel
- Rübke
- Schwiederstorf.